# Markel Bergara
Markel Bergara Larrañaga es un exfutbolista español nacido el 5 de mayo de 1986 en Elgóibar (Guipúzcoa). Jugaba en la posición de centrocampista.

## Trayectoria

### Inicios
Bergara fue en sus inicios un jugador procedente de las categorías inferiores de la Real Sociedad. Debutó con la Real Sociedad B el 7 de septiembre de 2003 en el partido Osasuna B 1-Real Sociedad B 1. En la Real Sociedad B jugó 55 partidos.

### SD Eíbar
En la temporada 2005-06 estuvo cedido en el Eibar, donde disputó 25 partidos.

### UD Vecindario
En la temporada 2006-07 estuvo cedido en el Vecindario, donde debido a las lesiones solo disputó 18 partidos.

### Real Sociedad
Debutó con la Real Sociedad el 4 de septiembre de 2007 en el partido de Copa del Rey Las Palmas 1-Real Sociedad 0.
El 13 de septiembre de 2010 debutó en la Primera división española jugando los minutos finales del UD Almería-Real Sociedad (2:2). 

#### Temporada 2012-13
Al inicio de la temporada 2012-13, el técnico francés Philippe Montanier, decidió apostar por él en el centro del campo, junto con Asier Illarramendi.
El 1 de junio de 2013 la Real, con Markel como titular, consiguieron una histórica clasificación para la Champions League tras derrotar al RC Deportivo de La Coruña.

#### Temporada 2013-14
De nuevo, esta vez con Jagoba Arrasate continuó como titular indiscutible en el centro del campo del conjunto realista, a menudo acompañado por Rubén Pardo.
En Champions League también fue titular en prácticamente todos los partidos, aunque la Real cayó en la fase de grupos, con un solo punto.
El 24 de marzo marcó su primer gol como profesional en el Estadio Juegos del Mediterráneo tras un cabezazo en la derrota por 4-3 ante la UD Almería.

#### Temporada 2014-15
Comenzó la nueva temporada marcando un gol en el partido de vuelta de la segunda fase previa de la UEFA Europa League ante el Aberdeen Football Club.
Tras la destitución de Jagoba Arrasate, y la llegada del británico David Moyes al banquillo a mediados del mes de noviembre, Bergara comenzó a formar una dupla en el centro del campo con Esteban Granero. Sin embargo, entrado el nuevo año, 2015 y tras la irrupción de Rubén Pardo en el once titular, comenzó a tener menos titularidades y minutos.
El 1 de mayo de 2015, Bergara anotó uno de los tantos que daban la salvación matemática a la Real con una victoria por 3-0 ante el Levante U. D. tras una difícil temporada.

#### Temporada 2015-16
Al principio de la temporada, el escocés David Moyes apostó en el centro del campo por el recién llegado Asier Illarramendi y por Rubén Pardo, dejando en el banco a la pareja titular de mediocentros el año anterior, Bergara y Granero.
No obstante, tras la llegada al banquillo de Eusebio Sacristán, y las lesiones de Esteban Granero y Rubén Pardo, Bergara volvió a ser titular.
Anotó un tanto en la victoria poe 1-2 ante el Sevilla F. C..

#### Temporada 2016-17
Inicialmente fue titular, pero más tarde fue perdiendo protagonismo. Después de una larga lesión, reapareció en la jornada 30 ante el Leganés jugando como titular, ante las destacadas bajas del cuadro vasco, pero no volvió a ser más convocado al final de temporada. Finalmente, al acabar la Liga, la Real Sociedad se clasificó para la UEFA Europa League como sexta clasificada. En el plano individual, Bergara apenas pudo jugar 6 partidos debido a las lesiones.

### Getafe C.F.
El 18 de julio de 2017, y tras permanecer desde los 12 años en la Real Sociedad, se confirmó su cesión con opción de compra al Getafe Club de Fútbol. Debutó en la primera jornada de la competición como titular ante el Athletic Club en un empate a cero. Anotó su primer gol con la zamarra azulona en la sexta jornada, en la goleada por 4-0 al Villarreal C.F. En la jornada 14, con su gol que daba la victoria al Getafe y suponía la primera derrota del Valencia en liga, anotó su cuarto gol de la temporada con la camiseta azulona, habiendo conseguido más goles en la temporada 2017-18 que en toda su carrera deportiva anterior.
El 23 de enero de 2020, anunció su retirada a causa de su lesión de rodilla.

## Selección nacional
Bergara fue internacional en las categorías inferiores. Ha sido subcampeón del Mundo sub-17 y campeón de Europa sub-19. Fue también internacional sub-20 y sub-19 con la selección española. Con el combinado sub-19 se proclamó campeón de Europa en 2004.

## Clubes
| Club            | País   | Año         |
| --------------- | ------ | ----------- |
| Real Sociedad B | España | 2003 - 2005 |
| Éibar           | España | 2005 - 2006 |
| Vecindario      | España | 2006 - 2007 |
| Real Sociedad   | España | 2007 - 2017 |
| Getafe          | España | 2017 - 2020 |

## Palmarés
| Título          | Club          | País  | Año  |
| --------------- | ------------- | ----- | ---- |
| Eurocopa Sub-19 | España Sub-19 | Suiza | 2004 |

## Estadísticas
| Temporada              | Club                   | Categoría              | Liga  | Liga  | Copa  | Copa  | Europa | Europa | Total | Total |
| Temporada              | Club                   | Categoría              | Part. | Goles | Part. | Goles | Part.  | Goles  | Part. | Goles |
| ---------------------- | ---------------------- | ---------------------- | ----- | ----- | ----- | ----- | ------ | ------ | ----- | ----- |
| 2003/04                | Real Sociedad B        | Segunda División B     | 28    | 0     | -     | -     | -      | -      | 28    | 0     |
| 2004/05                | Real Sociedad B        | Segunda División B     | 27    | 0     | -     | -     | -      | -      | 27    | 0     |
| 2005/06                | Éibar (cesión)         | Segunda División       | 25    | 0     | 4     | 0     | -      | -      | 29    | 0     |
| 2006/07                | Vecindario (cesión)    | Segunda División       | 18    | 0     | 1     | 0     | -      | -      | 11    | 0     |
| 2007/08                | Real Sociedad          | Segunda División       | 4     | 0     | 1     | 0     | -      | -      | 5     | 0     |
| 2008/09                | Real Sociedad          | Segunda División       | 26    | 0     | 1     | 0     | -      | -      | 27    | 0     |
| 2009/10                | Real Sociedad          | Segunda División       | 19    | 0     | 1     | 0     | -      | -      | 20    | 0     |
| 2010/11                | Real Sociedad          | Primera División       | 19    | 0     | 0     | 0     | -      | -      | 19    | 0     |
| 2011/12                | Real Sociedad          | Primera División       | 11    | 0     | 0     | 0     | -      | -      | 11    | 0     |
| 2012/13                | Real Sociedad          | Primera División       | 28    | 0     | 1     | 0     | -      | -      | 29    | 0     |
| 2013/14                | Real Sociedad          | Primera División       | 32    | 1     | 1     | 0     | 7      | 0      | 40    | 1     |
| 2014/15                | Real Sociedad          | Primera División       | 30    | 1     | 1     | 0     | 4      | 1      | 35    | 2     |
| 2015/16                | Real Sociedad          | Primera División       | 20    | 1     | 0     | 0     | -      | -      | 20    | 1     |
| 2016/17                | Real Sociedad          | Primera División       | 6     | 0     | 0     | 0     | -      | -      | 6     | 0     |
| 2017/18                | Getafe                 | Primera División       | 9     | 4     | 0     | 0     | -      | -      | 12    | 3     |
| Total Real Sociedad    | Total Real Sociedad    | Total Real Sociedad    | 205   | 3     | 6     | 0     | 11     | 1      | 212   | 4     |
| Total Getafe           | Total Getafe           | Total Getafe           | 9     | 4     | 0     | 0     | 0      | 0      | 9     | 1     |
| Total Primera división | Total Primera división | Total Primera división | 155   | 8     | 11    | 0     | 11     | 1      | 177   | 5     |
| Total carrera          | Total carrera          | Total carrera          | 302   | 8     | 11    | 0     | 11     | 1      | 324   | 5     |

- Actualizado 23 de octubre de 2017
- Fuente: Web de la Real Sociedad. Ficha del jugador.[8]

Ficha del jugador en la Web BDFutbol